# Batalha de Sunomatagawa
A Batalha de Sunomatagawa (墨俣川の戦い, Sunomatagawa no Tatakai) foi uma batalha das Guerras Genpei na final do Período Heian da História do Japão, em 1181, na atual cidade de Sunomata, Província de Gifu.

Em 1181 a disputa entre os Taira e os Minamoto seguía tensa, Taira no Kiyomori estava demasiado enfermo para continuar liderando o clã e faleceu em 20 de março aos 73 anos . Seu filho, Taira no Munemori, se convertera no novo líder do clã. Esta situação foi aproveitada pelos Minamoto que planejaram uma emboscada contra o irmão do novo líder, Taira no Tomomori. 
Minamoto no Yukiie, tio de Yoritomo foi o encargado de realizar a emboscada  em  25 de abril. 
A batalha começou quando Yukiie tentou realizar um ataque surpresa noturno contra seus inimigos. Mas encontrou Tomomori e seu exército pela frente, no Rio Sunomata, junto a fronteira com as províncias de Owari e Mino . Os guerreiros de Minamoto cruzaram o rio, mas sua emboscada fracassou quando o Clã Taira conseguiu distinguir os aliados secos dos inimigos encharcados, inclusive na escuridão da noite . Yukiie e os Minamotos sobreviventes foram obrigados a se retirarem pelo rio .
Após cruzarem o rio os Minamoto procuraram se refugiar no Rio Yahagi na Província de Mikawa , os Taira lhes perseguiram, então Yukiie mandou derrubar a ponte e com a madeira construir uma muralha defensiva. Logo Tomomori foi acometido por uma febre e decidiu parar a perseguição .